# Helwingia chinensis
Helwingia chinensis är en järneksväxtart som beskrevs av Alexander Feodorowicz Batalin. Helwingia chinensis ingår i släktet Helwingia och familjen Helwingiaceae. Utöver nominatformen finns också underarten H. c. crenata.

## Bildgalleri

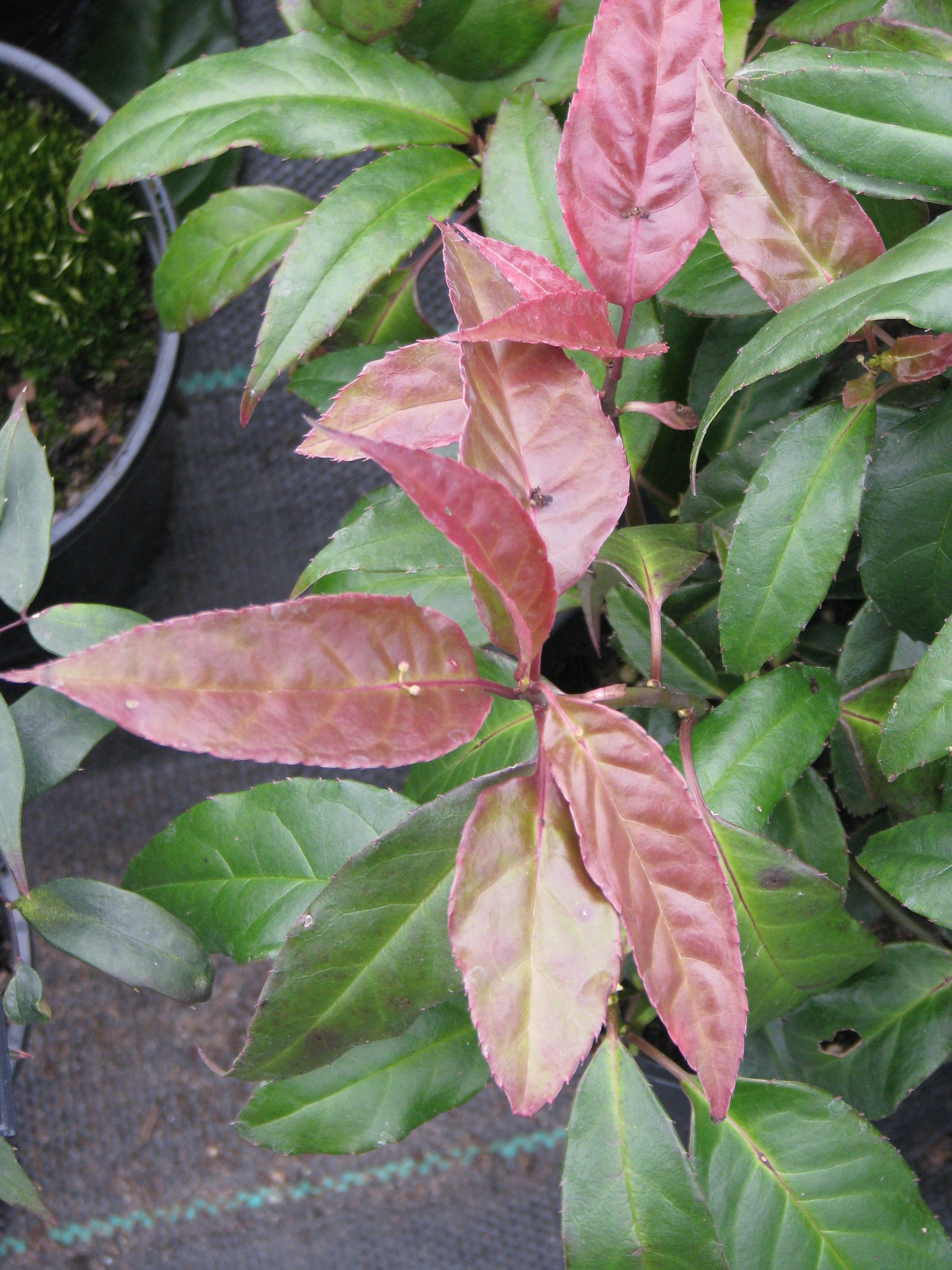